# عامل الإشارة
عامل الإشارة (بالإنجليزية: The Signal-Man)‏ هي قصة رعب/غموض للكاتب الإنجليزي تشارلز ديكنز، نُشرت أوّل مرة على شكل قسم من المجموعة القصصية موغبي جنكشن (بالإنجليزية: Mugby Junction)‏ في عيد الميلاد عام 1866 في إصدار مجلة على مدار العام (بالإنجليزية: All the Year Round)‏.

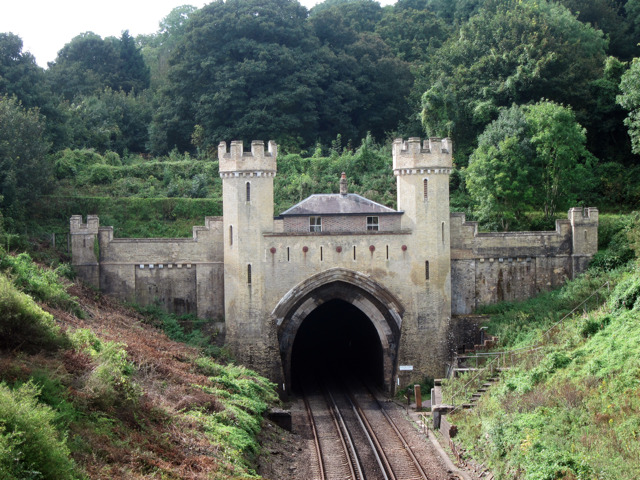
مدخل نفق كلايتون، حيث تقع أحداث القصة. أُخِذَت الصورة بالقرب من برايتون غرب ساسكس، كما يُرى من الشمال.

تُروى القصة من منظور الشخص الأول؛ حيث يقص عامل إشارة السكة الحديدية الذي يتمحور حوله عنوان القصة لراوي هذه القصة حكاية شبح يطارده. يلي كل ظهور للشبح حدثٌ مأساوي على السكة الحديدية التي يعمل فيها. يتركّز عمل عامل الإشارة في مقصورة الإشارة التي تقع على جانب السكة ضمن انخفاض قرب مدخل النفق إلى جانب الامتداد الوحيد لخط السكة الحديدية، وهو يتحكم بحركة القطارات المارّة. يحذّره زملاؤه من عمّال الإشارة عن طريق التلغراف والإنذارات عند وجود خطرٍ ما. يتلقى تحذيرات وهمية بوجود خطر ثلاث مرات إذ كان يرنّ جرسه بطريقة يستطيع وحده سماعه فيها. وكان يُتبع كل تحذير بظهور شبح، وبعد ظهوره حادث مروّع.
ينطوي الحادث الأول على تصادم مروّع في النفق بين قطارين. يُعتقَد أنه ارتكز ديكنز في هذا الحادث على التصادم في نفق كلايتون عام 1861، قبل خمسة أعوام من كتابته لهذه القصة. كان القراء في عام 1866 على دراية بهذه الكارثة الكبرى. ينطوي التحذير الثاني على الموت الغامض لامرأة شابة يصدمها قطار عابر. والتحذير الأخير هو إحساس عامل الإشارة بدنو أَجَله.

## ملخص الحبكة
تبدأ القصة عندما ينادي الراوي: «هالو! أنت في الأسفل!»، هناك بجانب السكة الحديدية. يقف في الأسفل عامل الإشارة، لا يُزيح عامل الإشارة الواقف عند السكة الحديدية نظره للأعلى كما يتوقع الراوي، بل يحوّل نظره إلى نفق السكة الحديدية حيث يقع على عاتقه مسؤولية مراقبته. يعيد الراوي نداءه مرة أخرى ويطلب الإذن بالنزول إلى عامل الإشارة، لكن عامل الإشارة يبدو متردداً.
إنّ نفق السكة الحديدية مكان بارد وموحش، ويُعطي إحساساً بالوحدة. ما تزال الخشية باديةً على عامل الإشارة من الرّاوي، الذي حاول أن يطمئنه. شعر عامل الإشارة أنه كان رأى الراوي من قبل، لكنّ الراوي أكّد له أنّ هذا مستحيل. رحّب عامل الإشارة بالزائر الجديد في حجرته الصغيرة بعد أن شعر بالاطمئنان، ودار حديث بين الرّجلين فيما يخص عمل عامل الإشارة. يتلخص عمله في روتين رتيب ممل، لكنه يشعر أنه لا يستحق شيئًا أفضل من هذا؛ لأنه ضيّع فُرصه في التّعلم الأكاديمي عندما كان شابًا، على الرّغم من أنه كان يقضي وقته أثناء مناوباته في تعليم نفسه الرياضيات، إضافة إلى تعلم لغة أجنبية (على الرغم من أنّ نطقه ليس بتلك الجودة). يصف الراوي عامل الإشارة بالموظف المستقيم في كل الأوقات، إلا عندما نظر مرتين إلى جرس الإشارة الخاص به ولم يكن يرنّ حتى. يبدو وكأن ثمة ما يقلق عامل الإشارة، لكنه لن يفصح عنه. طلب عامل الإشارة من الراوي قبل أن يهم بالمغادرة ألّا يناديه عندما يعود إلى قمة التل أو عندما يراه في اليوم التالي.
عاد الراوي في اليوم التالي، وفعل كما طلب منه عامل الإشارة ولم ينادِه. أخبر عامل الإشارة الراوي أنه سيفصح له عن قلقه. هناك روح تطارده بشكل متكرر، وقد رآها عند مدخل النفق في مناسبات منفصلة، ويتبع كل ظهور لها مأساة. في المرة الأولى، سمع عامل الإشارة نفس الكلمات التي قالها الراوي، وشاهد شخصًا يضع يده اليمنى فوق وجهه ويلوح بيده اليسرى في تحذير بائس. حاول الاستفهام منه، لكنه تلاشى. ثم ركض إلى النفق لكنه لم يجد أحدًا. تصادم قطارين بعد ذلك بعدة ساعات، وراح ضحية هذا التصادم الكثير من الأرواح. وكان الشبح صامتًا أثناء ظهوره الثاني، ويداه أمام وجهه كأنّه في حالة حداد. وبعد ذلك توفيت فتاة شابة إذ صدمها قطار. واعترف عامل الإشارة أنه رأى هذا الشبح عدة مرات في الأسبوع الأخير.
إنّ الراوي في حالة ارتياب من هذا الشيء الخارق للطبيعة، ويشير إلى معاناة عامل الإشارة من الهلوسات. شاهد عامل الإشارة أثناء محادثته الراوي وسمع جرسه يرن بشكل مرعب، لكن الراوي لم يشاهد شيئًا ولم يسمع أي شيء. إنّ عامل الإشارة متأكد من أنّ هذه الحوادث الخارقة للطبيعة تنبئ بحدث مأساوي ثالث يوشك على الحدوث، إنه مُصاب بالخوف والإحباط: أنه لا يفهم لم عليه أن يكون مرهقًا بمعرفة المأساة منذ البداية، وهو مجرد عامل صغير في السكة الحديدية، إضافة إلى عدم امتلاكه القدرة أو النفوذ لإيقافها. يعتقد الراوي أن خيال صديقه الجديد مُرهق، ويقترح عليه اصطحابه إلى الطبيب.
يزور الراوي سكة القطار في اليوم التالي مرة أخرى، ويرى شخصاً غامضاً عند فتحة النفق. يتضح أنّه هذا الشخص ليس شبحاً بل رجلاً من مجموعة المسؤولين الذين يحققون في حادث على السكة. يكتشف الراوي أنّ عامل الإشارة توفي، عندما صدمه قطار قادم. كان عامل الإشارة واقفًا على خط السكة الحديدية، وينظر إلى شيء ما باهتمام شديد، وفشل في الابتعاد من مكانه. يوضّح سائق القطار محاولته لتحذير عامل الإشارة من الخطر المحدق به: عندما اقترب القطار من عامل الإشارة صرخ السائق فيه قائلاً:«أنت هناك في الأسفل! احترس! بالله عليك! ابتعد عن الطريق!». لوّح السائق أيضاً بذراعه لتحذير عامل الإشارة حتى إنه غطى وجهه لتجنب رؤية اصطدام القطار بهذا العامل البائس. يشير الراوي إلى دلالة التشابه بين حركات السائق وحركات الشبح كما وصفه عامل الإشارة في السابق، لكنه يترك أهمية هذه الدلالة للقارئ.

## التأثيرات
اُستُلهِمَ برنامج تلفزيون غموض أمريكي بعنوان سسبِنس (تشويق) (بالإنجليزية: Suspense)‏ في عام 1953 من قصة عامل الإشارة، البرنامج من بطولة بوريس كارلوف وألان ويب. نفس القصة كُييفت في برنامج راديو لنفس السلسلة.

## قراءات إضافية
- Lewis, PR (2007). Disaster on the Dee: Robert Stephenson's Nemesis of 1847 (بالإنجليزية). Tempus Publishing. ISBN:978-0-7524-4266-2.: يناقش الكتاب حادث ستابلهيرست والعديد من كوارث السكك الحديدية الأخرى في القرن التاسع عشر.